# Flybondi
FB Líneas Aéreas S.A., que opera como Flybondi, es la primera aerolínea de bajo costo de Argentina. La aerolínea fundada en 2016, opera actualmente 15 aeronaves Boeing 737-800, con bases en el Aeroparque Jorge Newbery y el Aeropuerto Internacional Ministro Pistarini, ambos en Buenos Aires. El 26 de enero de 2018 se llevó a cabo el vuelo inaugural desde el Aeropuerto Internacional Ingeniero Ambrosio Taravella en Córdoba con destino al Aeropuerto Internacional de Puerto Iguazú. Llega a 17 ciudades nacionales y 3 internacionales, además de tener 2 destinos de temporada internacionales.
En el año 2021 tuvo un 14% de participación en el mercado de cabotaje.

## Historia

### Fondo
Las especulaciones sobre la creación de una nueva aerolínea comenzaron en el primer semestre de 2016, poco después de la asunción del presidente Mauricio Macri, quien prometió abrir los cielos de Argentina con la implementación de leyes más modernas y la reducción de la burocracia para facilitar la creación de nuevas aerolíneas, ya que hasta entonces, el país sudamericano era uno de los más burocráticos y restrictivos del mundo en materia de política de transporte aéreo. En ese contexto, las especulaciones indicaban que la aerolínea irlandesa de ultra bajo costo Ryanair estaba trabajando para crear una filial en Argentina a través de Declan Ryan y el grupo Irelandia Aviation, que estaba detrás de la creación de otras dos aerolíneas de bajo costo en Hispanoamérica, como Viva Aerobus en México y Viva Air en Colombia.

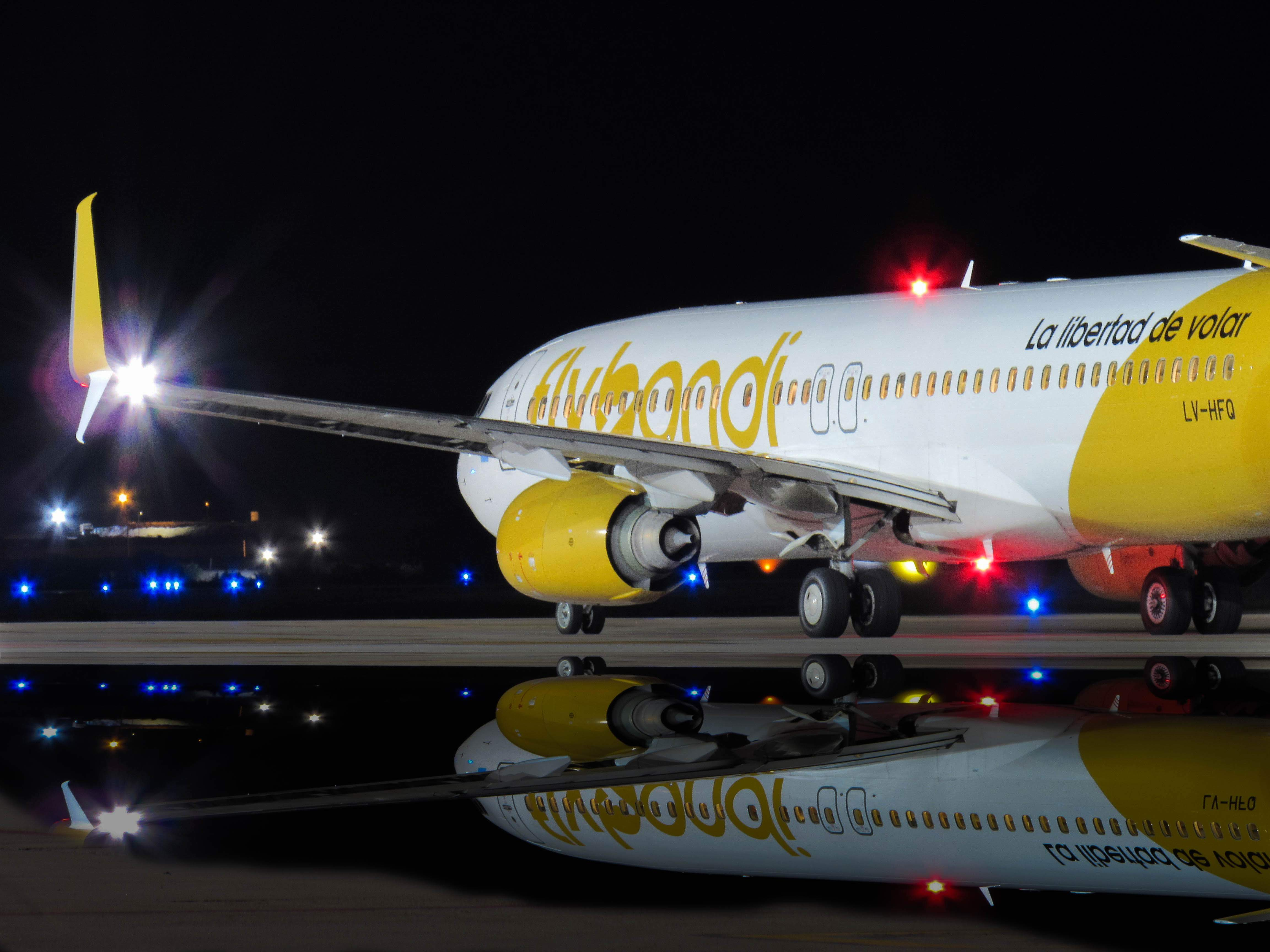
Boeing 737-800 matrícula LV-HFQ de Flybondi con su antigua líbrea en rodaje en el Aeropuerto Internacional Gobernador Francisco Gabrielli

En junio de 2016, el diario argentino La Nación, citando a fuentes cercanas a Irelandia Aviation, mencionó la posibilidad de adquirir la aerolínea Andes Líneas Aéreas para transformarla en la última aerolínea de ultra bajo costo planeada por el grupo, tal como lo hizo el grupo brasileño Synergy Aerospace, accionista controlador de Avianca Holdings y dueño de Avianca Brasil (Oceanair), con Macair Jet, que se convirtió en Avianca Argentina.

### Establecimiento
La creación de Flybondi, la primera aerolínea de ultra bajo costo (ULCC) de Argentina, fue anunciada en septiembre de 2016 por un grupo de empresarios argentinos, apoyados por fondos de grandes nombres de la industria aeronáutica, como Michael Cawley, miembro del directorio de Ryanair, Montie Brewer, ex CEO de Air Canada y Robert Wright, fundador de British Airways Citiflyer Express y accionista y ex director no ejecutivo de Wizz Air, así como el argentino Gastón Parisier y el suizo Julian Cook, fundador y ex CEO de la suiza FlyBaboo . En conjunto, los inversores habrían aportado US$ 75 millones con el objetivo de iniciar operaciones en 2017.
Bondi es el nombre que reciben los autobuses de transporte público urbano en Argentina. Como aerolínea de ultra bajo costo, la intención de la compañía era hacerlo tan popular y accesible como un autobús. Por ello, Flybondi significa literalmente autobús volador. La idea inicial era llamarlo Air Bondi, pero por recomendación de una agencia de publicidad, debido al riesgo de conflicto con el nombre del fabricante de aviones europeo Airbus, se decidió utilizar el prefijo fly en lugar de air.
En octubre de 2016, la aerolínea reveló sus planes iniciales, con la intención de volar a Comodoro Rivadavia, Córdoba, El Calafate, Mendoza, Neuquén, Resistencia, Puerto Iguazú, Río Gallegos, Salta, San Carlos de Bariloche, Tucumán y Ushuaia con una flota de seis aviones. Y aunque estaba considerando tanto los modelos de fuselaje estrecho de Airbus como los de Boeing, según el cofundador Julian Cook, la preferencia de Flybondi sería el Boeing 737-800.
El 5 de diciembre de 2016, durante la primera audiencia pública realizada en 11 años por el Ministerio de Economía de Argentina para que las aerolíneas soliciten nuevas rutas, Flybondi definió como su principal base de operaciones el Aeropuerto El Palomar, ubicado a 18 kilómetros de Buenos Aires, solicitando volar desde y hacia el aeródromo que, hasta entonces, servía como base aérea de la Fuerza Aérea Argentina.

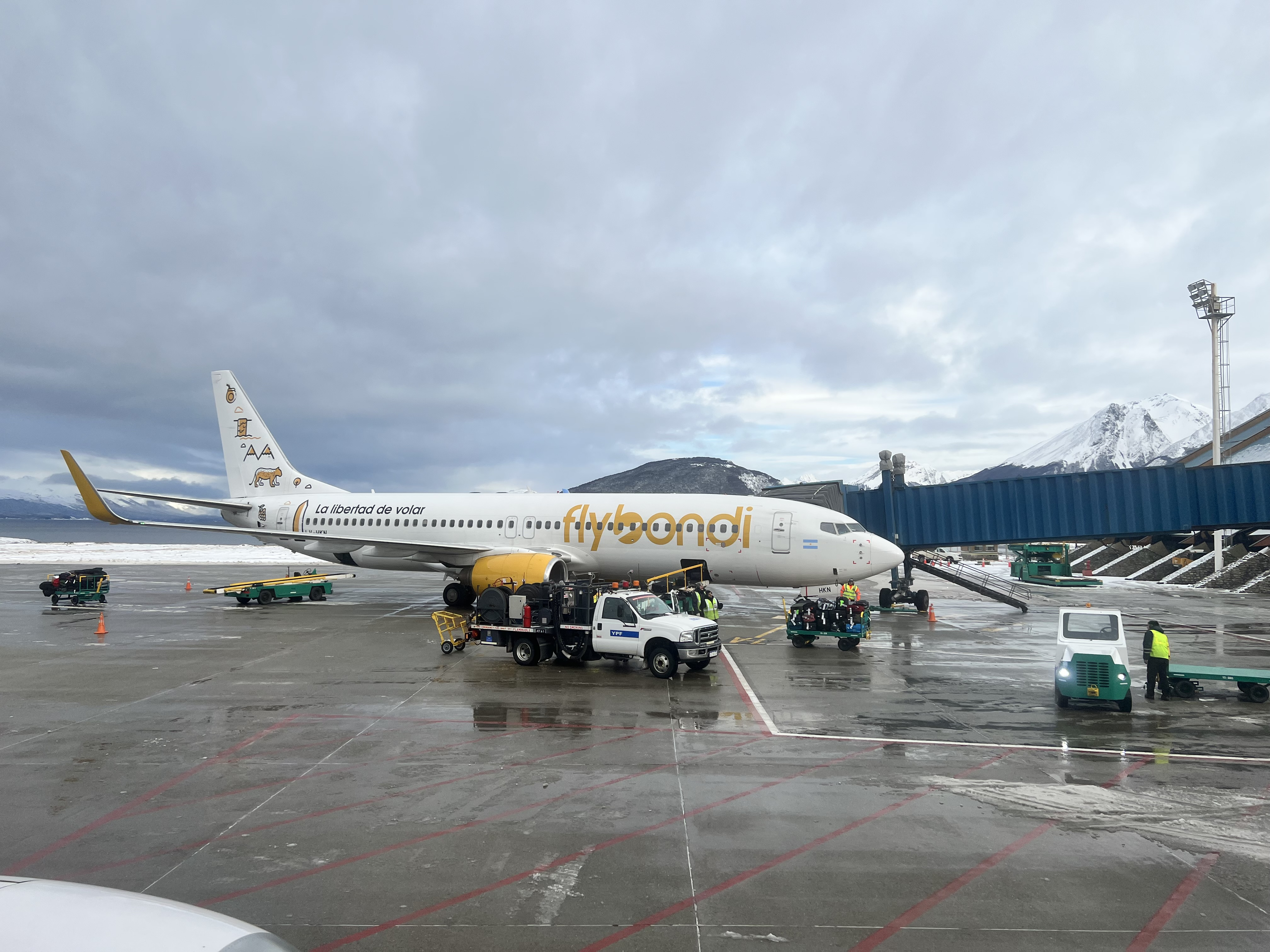
Boeing 737-800 matrícula LV-HKN de Flybondi con su líbrea actual en el Aeropuerto Internacional Malvinas Argentinas, Ushuaia

El 16 de marzo de 2017, el cofundador y CEO de Flybondi , Julian Cook, anunció oficialmente la elección del Boeing 737 para la flota de la nueva aerolínea argentina, anunciando que estarían configurados con 189 asientos en un diseño de clase única.Y en mayo del mismo año, anunció la firma del acuerdo de arrendamiento con SMBC Aviation Capital para su primer avión, con planes de arrendar nueve más más adelante ese año.
El primer avión de Flybondi, un Boeing 737-800 con matrícula LV-HKS (Número de serie 33821) llamado Nelson, fue entregado oficialmente el 2 de diciembre.

### Operaciones
El vuelo inaugural de la aerolínea desde el Aeropuerto Internacional Ingeniero Aeronáutico Ambrosio Taravella en Córdoba al Aeropuerto Internacional Cataratas del Iguazú en Puerto Iguazú tuvo lugar el 26 de enero de 2018.
Las primeras rutas se lanzaron desde su base en el Aeropuerto Internacional de Córdoba en enero de 2018, hacia las ciudades de Mendoza, Bariloche y Puerto Iguazú. En febrero de 2018, la aerolínea fue la primera aerolínea civil en operar desde el Aeropuerto El Palomar cerca de Buenos Aires, donde estableció una nueva base e inició vuelos a Salta, Neuquén y Tucumán.

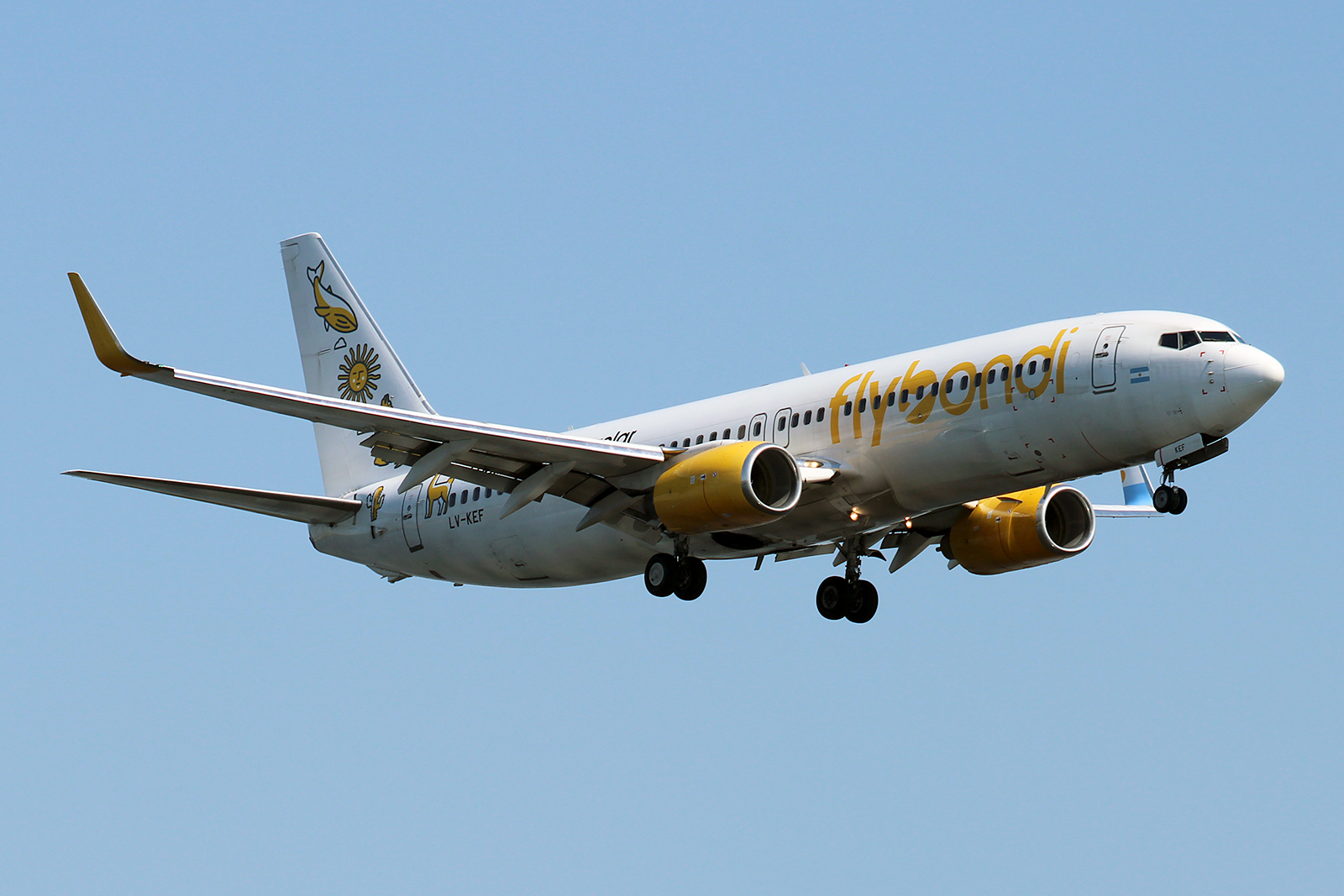
Boeing 737-800 de Flybondi aterrizando en el Aeropuerto Internacional de Galeão, Brasil

Flybondi se internacionalizó el 17 de diciembre de 2018, con vuelos entre Aeropuerto El Palomar en el Gran Buenos Aires y la capital de Paraguay, Asunción.
En julio de 2019, la aerolínea anunció que iniciaría vuelos entre Buenos Aires y Río de Janeiro. Los vuelos comenzaron a operar el 11 de octubre de 2019, partiendo desde la base principal de la aerolínea en el Aeropuerto El Palomar de Buenos Aires hasta el Aeropuerto Internacional de Galeão en Río de Janeiro.
El 5 de diciembre de 2024, Flybondi recibió un ultimátum de la Administración Nacional de Aviación Civil de Argentina para presentar un plan para reducir las cancelaciones luego de que 70 vuelos fueran cancelados el fin de semana pasado, dejando a más de 12,000 varados, agravado por años de cancelaciones frecuentes. Esto provocó críticas mucho mayores por la tendencia de Flybondi a tener grandes retrasos no anunciados, siendo clasificada como la tercera peor del mundo en retrasos por FlightAware.

## Directorio y accionistas
Fue fundada en 2016 y su CEO actual es Mauricio Sana. Sus principales inversionistas serían Cartesian Capital Group LLC, Yamasa Co. Limited. Los exejecutivos Michael Cawley (Ryanair) y Michael Powell (WizzAir), son también accionistas de la línea aérea. Diferentes medios han vinculado la propiedad de la aerolínea con Mario Quintana que la operaría a través de testaferros. En 2017 trascendió que el dueño de Flybondi es Richard Guy Gluzman, vicepresidente del fondo de inversiones Pegasus, propiedad de Mario Quintana. En junio de 2025 la compañía incorporó al fondo inversor estadounidense COC Global Enterprise como su accionista principal.

## Destinos
Hasta junio de 2025, Flybondi opera en los siguientes destinos:
| Países    | Destinos                | Aeropuertos                                                                 | Notas                             | Desde | Desde | Desde | Desde       |
| Países    | Destinos                | Aeropuertos                                                                 | Notas                             | AEP   | EZE   | COR   | Otros       |
| --------- | ----------------------- | --------------------------------------------------------------------------- | --------------------------------- | ----- | ----- | ----- | ----------- |
| Argentina | Buenos Aires            | Aeroparque Jorge Newbery                                                    | HUB                               |       |       | X     |             |
| Argentina | Buenos Aires            | Aeropuerto Internacional Ministro Pistarini                                 | HUB                               |       |       | X     |             |
| Argentina | Comodoro Rivadavia      | Aeropuerto Internacional General Enrique Mosconi                            |                                   | X     | X     |       |             |
| Argentina | Córdoba                 | Aeropuerto Internacional Ingeniero Aeronáutico Ambrosio Taravella           |                                   | X     | X     |       |             |
| Argentina | Corrientes              | Aeropuerto Internacional Doctor Fernando Piragine Niveyro                   |                                   | X     |       |       |             |
| Argentina | El Calafate             | Aeropuerto Internacional Comandante Armando Tola                            |                                   | X     | X     |       | Ushuaia     |
| Argentina | Mar del Plata           | Aeropuerto Internacional Astor Piazzolla                                    | Estacional                        | X     | X     |       |             |
| Argentina | Mendoza                 | Aeropuerto Internacional Gobernador Francisco Gabrielli                     |                                   | X     | X     |       |             |
| Argentina | Neuquén                 | Aeropuerto Internacional Presidente Perón                                   |                                   | X     | X     | X     |             |
| Argentina | Posadas                 | Aeropuerto Internacional de Posadas "Libertador General José de San Martín" |                                   | X     | X     |       |             |
| Argentina | Puerto Iguazú           | Aeropuerto Internacional de Puerto Iguazú                                   |                                   | X     | X     |       |             |
| Argentina | Puerto Madryn           | Aeropuerto El Tehuelche                                                     |                                   | X     | X     |       |             |
| Argentina | Salta                   | Aeropuerto Internacional Martín Miguel de Güemes                            |                                   | X     | X     | X     |             |
| Argentina | San Carlos de Bariloche | Aeropuerto Internacional Teniente Luis Candelaria                           |                                   | X     | X     | X     |             |
| Argentina | San Juan                | Aeropuerto Domingo Faustino Sarmiento                                       |                                   | X     |       |       |             |
| Argentina | San Miguel de Tucumán   | Aeropuerto Internacional Teniente Benjamín Matienzo                         |                                   | X     | X     |       |             |
| Argentina | San Salvador de Jujuy   | Aeropuerto Internacional Gobernador Horacio Guzmán                          |                                   | X     | X     |       |             |
| Argentina | Santiago del Estero     | Aeropuerto Vicecomodoro Ángel de la Paz Aragonés                            |                                   | X     |       |       |             |
| Argentina | Ushuaia                 | Aeropuerto Internacional Malvinas Argentinas                                |                                   | X     | X     |       | El Calafate |
| Brasil    | Florianópolis           | Aeropuerto Internacional Hercílio Luz                                       |                                   | X     |       | X     |             |
| Brasil    | Maceió                  | Aeropuerto Internacional Zumbi dos Palmares                                 | Inicia el 15 de diciembre de 2025 |       | X     |       |             |
| Brasil    | Rio de Janeiro          | Aeropuerto Internacional de Galeão                                          |                                   | X     | X     | X     |             |
| Brasil    | Salvador de Bahía       | Aeropuerto Internacional de Salvador                                        | Inicia el 15 de diciembre de 2025 |       | X     |       |             |
| Brasil    | São Paulo               | Aeropuerto Internacional de São Paulo-Guarulhos                             |                                   | X     |       |       |             |
| Paraguay  | Encarnación             | Aeropuerto Teniente Amín Ayub González                                      | Inicia el 24 de agosto de 2025    |       | X     |       |             |

## Flota
Flybondi comenzó con un Boeing 737-800 recibido mediante leasing, este era el requisito pendiente para quedar autorizada a volar en el país.
Flybondi logró alcanzar una flota de 12 aviones en 2022. En 2024 poseía una flota de 15 aviones. En 2025 alcanzó, gracias a la modalidad de wet lease, a 20 aviones.

### Flota actual
| Aeronaves      | En servicio | Pedidos | Asientos                                           | Matrículas                                         | Antigüedad                                         | Notas                                                                                        |
| -------------- | ----------- | ------- | -------------------------------------------------- | -------------------------------------------------- | -------------------------------------------------- | -------------------------------------------------------------------------------------------- |
| Boeing 737-800 | 14          | —       | 189                                                | LV-KJD                                             | 19,3 años                                          | Stickers de Córdoba, Santiago del Estero, cultura, flora y fauna argentina.                  |
| Boeing 737-800 | 14          | —       | 189                                                | LV-KJE                                             | 19,2 años                                          | Stickers de Comodoro Rivadavia, cultura, flora y fauna argentina. No cuenta con winglets.    |
| Boeing 737-800 | 14          | —       | 189                                                | LV-KAY                                             | 19,2 años                                          | Stickers de Mendoza, Trelew y cultura argentina.                                             |
| Boeing 737-800 | 14          | —       | 189                                                | LV-KAH                                             | 19,2 años                                          | Esquema híbrido de Sunwing Airlines y Flybondi.                                              |
| Boeing 737-800 | 14          | —       | 189                                                | LV-KJF                                             | 19,1 años                                          | Con stickers.                                                                                |
| Boeing 737-800 | 14          | —       | 189                                                | LV-KCD                                             | 18,6 años                                          | Estacionado en EZE desde 2023.                                                               |
| Boeing 737-800 | 14          | —       | 189                                                | LV-KCE                                             | 18,3 años                                          | Stickers de Buenos Aires, Bariloche, cultura, flora y fauna argentina.                       |
| Boeing 737-800 | 14          | —       | 189                                                | LV-HKN                                             | 17,6 años                                          | Stickers de Buenos Aires, Mendoza, Puerto Iguazú, Neuquén, cultura, flora y fauna argentina. |
| Boeing 737-800 | 14          | —       | 189                                                | LV-KHO                                             | 15,5 años                                          | Esquema de Garuda Indonesia                                                                  |
| Boeing 737-800 | 14          | —       | 189                                                | LV-KEF                                             | 15,1 años                                          | Stickers de Mar del Plata, Puerto Madryn, Sol de Mayo, flora y fauna argentina.              |
| Boeing 737-800 | 14          | —       | 189                                                | LV-KEG                                             | 14,8 años                                          | Stickers de Buenos Aires, Posadas, cultura, flora y fauna argentina.                         |
| Boeing 737-800 | 14          | —       | 189                                                | LV-KEH                                             | 14,8 años                                          | Stickers de El Calafate y fauna argentina.                                                   |
| Boeing 737-800 | 14          | —       | 189                                                | LV-KDR                                             | 14,7 años                                          | Stickers de Ushuaia, cultura, flora y fauna argentina.                                       |
| Boeing 737-800 | 14          | —       | 189                                                | LV-KDQ                                             | 14,6 años                                          | Stickers de Buenos Aires, Tucumán, Puerto Madryn, cultura, flora y fauna argentina.          |
| Total          | 14          | —       | Edad media de la flota (julio de 2025): 17,1 años. | Edad media de la flota (julio de 2025): 17,1 años. | Edad media de la flota (julio de 2025): 17,1 años. | Edad media de la flota (julio de 2025): 17,1 años.                                           |

### Flota histórica
Flybondi operó seis aviones Boeing 737-800, los cuales fueron:
1. LV-HKS (Nelson): Fue el primer avión de la empresa, se incorporó en diciembre de 2017 y fue devuelto al lessor en agosto de 2020. Actualmente vuela para Andes Líneas Aéreas.[44]
2. LV-HFR (Arturo): Fue el segundo avión de la empresa, se incorporó en febrero de 2018 y fue devuelto al lessor en febrero de 2022. Desde abril de 2022 se encuentra volando para Compass Cargo Airlines.[45]
3. LV-HKR (Hari): Fue el tercer avión de la empresa, se incorporó en febrero de 2018 y devuelto al lessor en junio de 2019. Desde diciembre de 2019 se encuentra volando para Amazon Prime Air.[46]
4. LV-HQY (Valkyria): Fue el cuarto avión de la empresa, se incorporó en abril de 2018 y devuelto al lessor en julio de 2020. Se encuentra volando como carguero para Air Master.[47]
5. LV-HFQ (Max): Fue el quinto avión de la empresa, se incorporó en junio de 2018 y devuelto al lessor en mayo de 2020. Desde agosto de 2021 se encuentra volando para SkyUp Airlines.[48]
6. LV-HXQ: Iba a ser el sexto avión de la empresa, pero por problemas económicos no fue entregado. Estuvo pintado con el esquema de Flybondi. Desde mayo de 2019 se encuentra volando para Jet2.com.[49]
7. LV-KGN: Estuvo en la empresa desde noviembre de 2022 hasta junio de 2025. Fue aparcado en EZE desde el 24 de junio al 7 de julio de 2025, cuando voló hasta MLB para su almacenamiento.[50]